# Chrysocharis purpurascens
Chrysocharis purpurascens is een vliesvleugelig insect uit de familie Eulophidae. De wetenschappelijke naam is voor het eerst geldig gepubliceerd in 1997 door Hansson.